# Achtergracht (Amsterdam)
De Achtergracht is sinds 1870 een relatief korte gracht in Amsterdam-Centrum. Hij is gelegen tussen het Frederiksplein en de Amstel, evenwijdig aan de meer stadinwaarts gelegen Prinsengracht. De Achtergracht ligt in de nabijheid van het oostelijk deel van de grachtengordel.
De originele Achtergracht werd rond 1660 gegraven en verbond de Reguliersgracht met de Amstel. De gracht is al te zien op de plattegrond van de stad, die stadsarchitect Daniël Stalpaert maakte in 1662 (Achter Graft). Over de gracht werd een drietal bruggen gelegd. De eerste lag in de oostelijke kade van de Reguliersgracht, een tweede in de Utrechtsestraat, een derde in de westelijke kade van de Amstel. In 1870 werd het grootste deel van de gracht gedempt, waarbij de eerste twee bruggen overbodig werden. Het gedempte deel vormt nu de Falckstraat en de noordzijde van het Frederiksplein.
Bij de laatste uitbreiding van de grachtengordel ten oosten van de Amstel in de richting van het IJ, werd in het verlengde van de Achtergracht de Nieuwe Achtergracht aangelegd.

## Architectuur
De gevelwanden langs zowel de oneven genummerde zijde (noordelijke kade) als de even genummerde zijde (zuidelijke kade) bestaan bijna geheel uit gemeentelijke dan wel vele rijksmonumenten. Zo staan aan de Achtergracht 2-26 voorbeelden van pakhuizen met tuitgevels. Ze worden De Zon en January t/m December genoemd. Het is een voorbeeld van een pakhuisrij, zoals die ook voorkomen aan de Brouwersgracht en de Prinsengracht.

## Legende
Er doet al eeuwenlang een volksverhaal de ronde over de oorsprong van de namen van de zogeheten Kalenderpakhuizen op de Achtergracht. Er zijn namelijk 13 panden, waarvan er 12 naar de kalendermaanden zijn genoemd. Een schipper die zijn schepen op de Achtergracht had liggen zou er steeds last van hebben gehad dat zijn schepen ‘s nachts werden losgemaakt. Hij ging op wacht liggen en zag dat dit door elfjes werd gedaan die aan het spelen waren. Hij nam er een gevangen en het elfje beloofde de schipper vervolgens dat het hem 20 goudstukken zou geven als hij het zou laten gaan. De schipper liet het elfje gaan en kreeg zijn beloning. Hiermee bouwde hij de pakhuizen, waarvan hij er 12 naar de maanden van het jaar noemde. De dertiende opslagplaats noemde hij naar het elfje dat hem het goud had gegeven. Zijn naam was Zon en deze naam staat nog steeds op het dertiende pakhuis.

## Trivia
Bevrachtingskantoor Spliethoff noemde een van zijn vrachtschepen de MV Achtergracht. Het schip werd in 1989 te water gelaten.

## Afbeeldingen

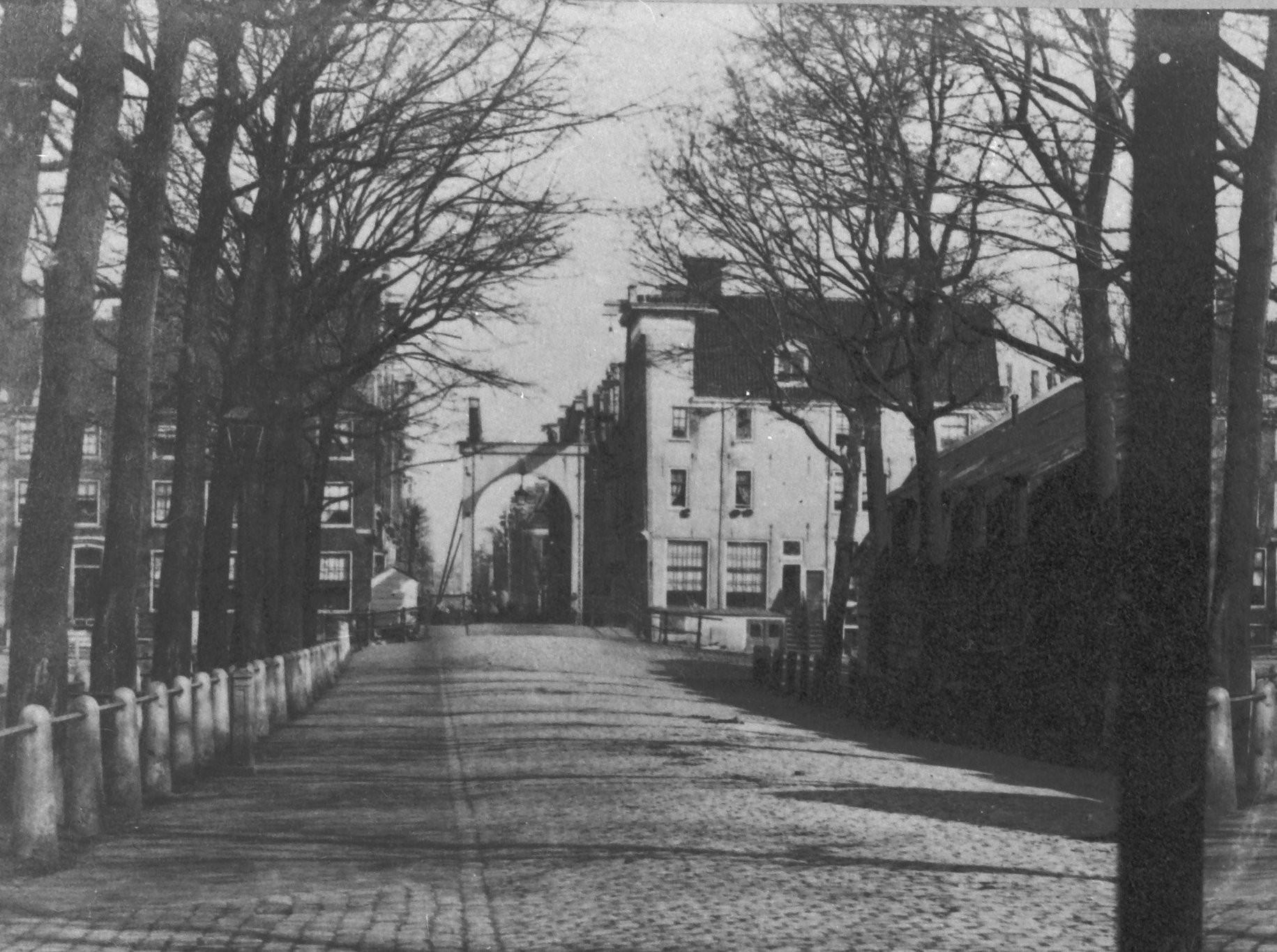
De brug in de Utrechtsestraat over de Achtergracht (1858)
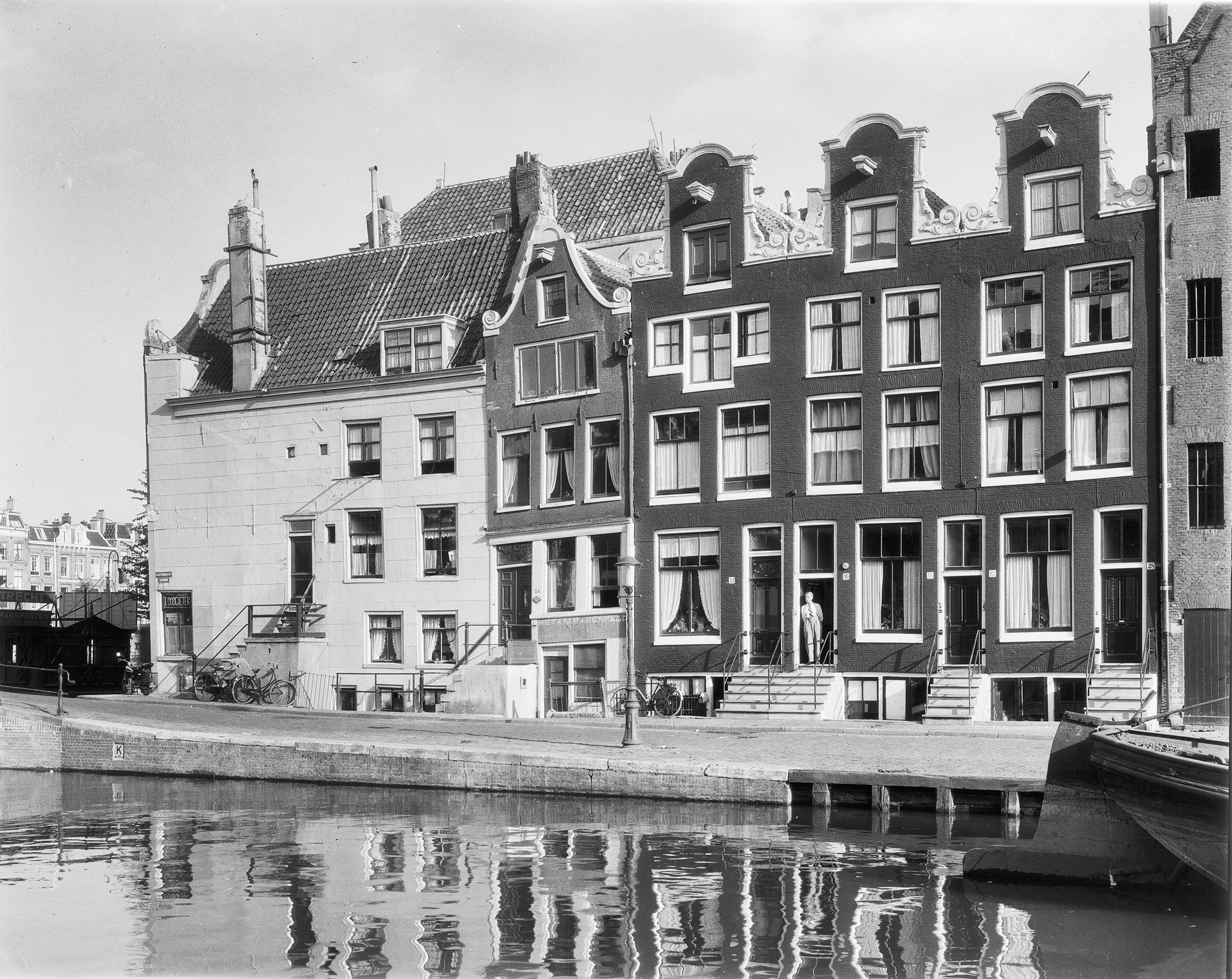
Gevels aan de Achtergracht bij de hoek van de Amstel (1955)
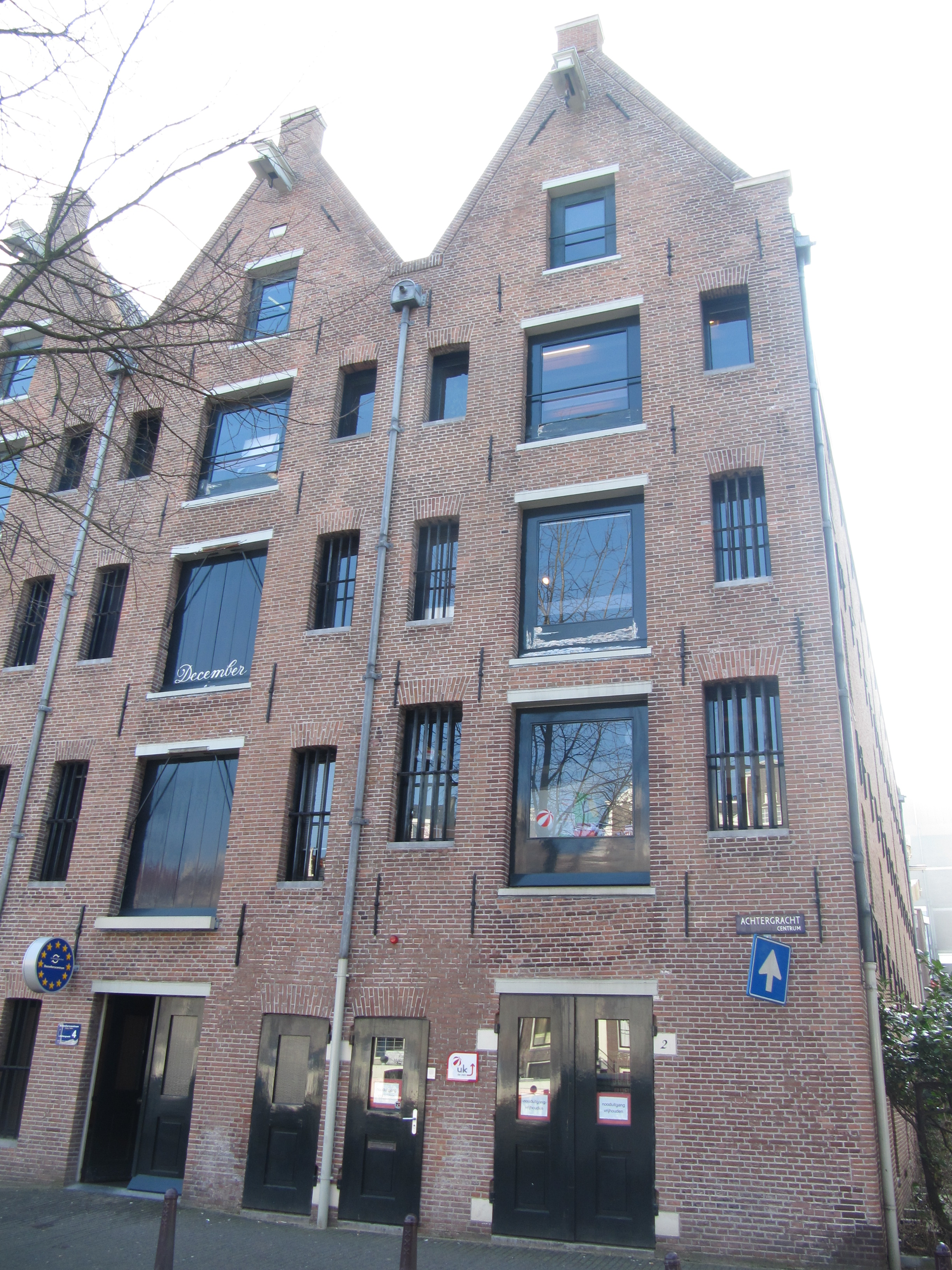
Achtergracht 2-4 (2012)
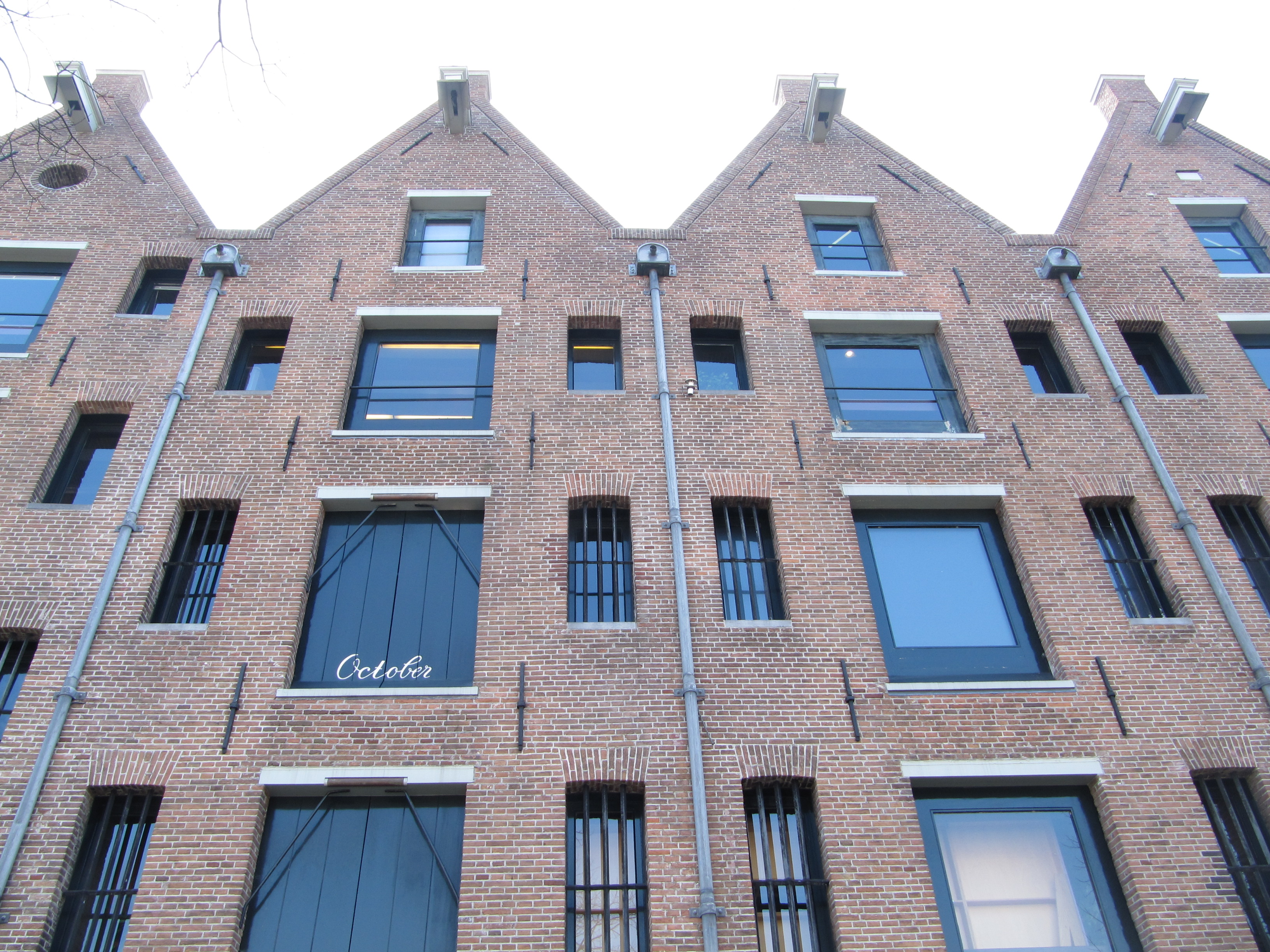
Achtergracht 6-8 (2012)